# どーんと鹿児島
『どーんと鹿児島』（どーんとかごしま）は、MBC南日本放送で毎週水曜日の20時から20時54分 (JST) に放送されているローカルテレビ番組。通称「どんかご」。1984年（昭和59年）10月9日に開始した長寿番組である。
MBCの水曜日には、ゴールデンタイムに19時から生放送の自社製作番組『てゲてゲ』、20時から『どーんと鹿児島』都2つのローカル番組を続けてして放送しているため、MBCのテレビ番組やラジオ番組では「水曜日は、てげどんの日」と紹介している。

## 概要
この時間枠はローカル枠であることから、一部のTBS系列の地方局では、ローカル番組や他系列の番組販売による番組に差し替えられている。放送開始当時は火曜日の22時から54分間の放送だったが、その後TBS系列のローカル枠移動に伴い、5度の放送時間変更を経て現在に至る。
鹿児島県内の生活情報、旅、グルメ、事件や事故などの報道、スポーツドキュメントなど、鹿児島をテーマにした情報を幅広く取り上げ、たびたび高視聴率を記録している。MBCタレントが持ち回りで担当しているグルメ主体の内容に関しては、原則月1回の割合でビデオリサーチの視聴率調査期間中に限って編成していたが、2020年（令和2年）4月以降の全国一律で毎日調査するようになってからは、月2回以上放送することもあるため、特に編成時期を定めていない。
内容によっては、MBCテレビでの他のワイド番組のコーナー単体や自主制作ミニ番組の総集編を組むことがある。毎年放送されているものとしては、「霧島国際音楽祭」終了後に放送される特集ドキュメンタリーのみが該当する。かつては、「MBC賞」における授賞式の様子と受賞者を紹介する企画を放送していたが、その後は受賞者の紹介のみを『MBCニューズナウ』に移行している。本年最後に放送される報道特番の「かごしまこの1年シリーズ」も1991年から2022年までは当番組の一部として扱われていたが、2023年から当番組から独立された年末特別番組となった。
基本的には全編VTR編成であるが、報道特番などの放送回に関しては、スタジオから生放送することもある。
MBCニューズナウが19時台に放送されていた時期の年末には、MBCニューズナウと合同で1年間の鹿児島を振り返る特別番組を放送した。
番組スポンサーのうちアサヒビールは、未成年者がメインの内容などに限り提供しないことがある。当該回においては、アサヒビールのCM枠を取り込む形で放送時間を拡大している。
ドキュメンタリー作品では、1996年（平成8年）5月7日放送「絆～エイズのある風景」が第34回ギャラクシー賞テレビ部門選奨、2007年（平成19年）11月22日放送「やねだん～人口300人、ボーナスが出る集落」が第45回ギャラクシー賞テレビ部門選奨、2007年（平成19年）2月1日放送「それぞれのノーサイド」が2007年（平成19年）の日本民間放送連盟賞の特別表彰部門（青少年向け番組）で優秀賞をそれぞれ受賞している。
番組内容の県外局への番組販売に関しては、ほとんどが『映像列島・Jコレクション』経由での供給であり、MBCテレビでは再放送扱いとなっている。前述の受賞作を中心としたドキュメンタリーも、非常に多くの民放局に番販で供給されており、九州地方のTBS系列局にも、県外客の利用が多い施設を題材としたものを中心に供給されている。
2022年（令和4年）4月27日放送分以降、翌日の正午からTVerでの見逃し配信を開始している。オムニバス番組の特性上、ごく一部の一般人を題材としたドキュメンタリーや、報道関連の放送回や、公職選挙法の関係で再放送すら実施されていない選挙関連の放送回など、見逃し配信対象外の放送回もそれなりにある。そのため、前述の「鹿児島この1年シリーズ」が2022年を以て当番組内での放送を終了したのは、この回が見逃し配信対象外となっている事への配慮とされていたため。TBS系列のローカル番組となっているため、例外が無ければ「TBS FREE」から供給を受ける形となっている。「MBC南日本放送」のローカル定時放送番組がTBS FREEを経てTVerで見逃し配信されるのは、2024年9月まで当番組が唯一であった。なお、前述したグルメ関係の放送回は見逃し配信を開始して以降から再び重要視するようになり、翌週の放送回が配信対象外となる時や、翌週の番組が休みとなる場合は、必ずといっていいほどグルメ関係回が配信されている。
毎週火曜日の24:55 - 25:50に再放送を行っている。
番組のオープニングとエンディングには、2016年（平成28年）4月からミニチュア写真家の田中達也が制作した映像が使用されている。

## 出演者

### 歴代出演者
全編VTR構成となって以降、固定の出演者は特に設けておらず、標準的な放送回ではMBCアナウンサー（全員持ち回り）がナレーションを、複数のMBCアナウンサーやタレントがレポーターとして出演する。ドキュメンタリー系の放送回では、MBCアナウンサーのナレーションのみで進行する。
報道関連の放送回は、基本的に『MBCニューズナウ』から出演者とスタジオ美術を使い回している。
MBCアナウンサーの藤原一彦と宮原悦子が初代司会者に就任し、1987年（昭和62年）9月まで同番組の司会を務めた。吉村明宏や福地高子や原田伸郎が司会を務めた時期もあった。クイズ番組だった1990年（平成2年）1月から8月には采野吉洋と山崎典子が司会を務めた。

### 夢一夜
福地高子が司会だった1989年（平成元年）4月、夢は何かを聞く内容のコーナー「夢一夜」をMBCアナウンサーの采野が担当し、その第1回として当時MBCアナウンサーだった桐山隆が「山形屋の前でサイン会を開きたい」と語り、山形屋前において30分間で35人にサインを行う。第2回では、MBCアナウンサーの城光寺剛が「夢は歌って踊れるエンターテイナー」と語ったところ実現しようということになり、ジョー・フラメンコとして歌手デビューが決定。ジョーとしての活動には『どーんと鹿児島』のカメラが密着。
MBCラジオの番組『歌謡指南道場』の指南役であり、高田みづえを指導したこともある坂元政則が経営する坂元政則音楽教室へ通って歌い方を習ったり、その合間に坂元が作曲中の楽譜に城光寺が注文を付けたりしつつも、デビュー決定から約2か月後に作曲を坂元、作詞を当時の『どーんと鹿児島』番組ディレクターである山崎兼敏、編曲を岩元寛が行ったデビュー曲「鹿児島がオレに惚れてるぜ」が完成。
その4日後には振り付けが完成。大阪有線鹿児島放送所へ、有線音楽放送で自身の曲を流してもらおうと、カセットテープ持参で訪問し売り込むも「レコードならOKなんですが…」と返答される。
MBCタレントの遠山明男がジョー・フラメンコの専属司会者を担当。城光寺がパーソナリティの1人だったMBCラジオの番組『うまか情報局』では、城光寺と組んで番組進行を行っていたパーソナリティの山下美智代が西城秀樹のファンであったことから、西城秀樹の弟・妹コンテストを真似た企画「ジョーの弟・妹コンテスト」を番組イベントとして実施。選ばれた弟や妹たちはMBC南日本放送・本社の7階ホールにおいて、ジョーに似た服を着てジョーの後ろで派手な西城秀樹のようなダンスを踊った。
同年6月、鹿児島市で行われた約1万人の来場者で賑わうイベントのウォーターフロントフェスティバルにおいて、MBCラジオの番組『チェストいけ!ヤング』が中継を行い、ジョーは「ウォーターフロントフェスティバル1万人ファーストライブ」と称しステージで「鹿児島がオレに惚れてるぜ」を披露。夏には照国神社の六月灯、桜島納涼観光船でも歌を披露。
池田学園では「池田学園夏祭り」のゲストとして在校生に呼びたい有名人のアンケートを実施した際、3位がプリンセス プリンセス、2位がジョー・フラメンコ、1位がTM NETWORKという結果だったため、教師の池田由實が「この人は誰？鹿児島のアナウンサー？じゃあ呼ぼう」と興味を示し『うまか情報局』に応募した結果、ジョーの池田学園夏祭りへの出演も実現し『どーんと鹿児島』でも密着取材した内容を放送。
同年9月15日にはレコード発売し、当日に発売会をMBC本社玄関前の階段で行い、レコードの初回特典にはジョー・フラメンコの生写真、振り付けの分解写真が付いた。その際にジョーは、ファンから手作りのジョー人形や歌詞が書かれた焼き物の皿を手渡される人気でレコードはそこそこ売れた。2021年（令和3年）には、ジョー・フラメンコとして32年ぶりに番組出演。城光寺が報道記者からアナウンサーへ復帰した2022年（令和4年）4月後は、城光寺が出演するラジオ番組には「鹿児島がオレに惚れてるぜ」がリクエストされることも少なくない。

## 放送
2006年（平成18年）12月の地上デジタル放送開始以降からハイビジョン制作の放送回が出始めているものの、2009年（平成21年）中旬ぐらいまでの間、開始当初からあったSD制作の放送回が混在していた。
| 期間          | 期間          | 放送時間           | 司会     | 司会     | 特記事項 |
| ------------- | ------------- | ------------------ | -------- | -------- | --- |
| 1984年10月9日 | 1987年9月     | 火曜 22:00 - 22:54 | 藤原一彦 | 宮原悦子 | 火曜22時からの生放送のクイズ・バラエティ番組。 1986年10月 - 1987年9月の期間はレギュラーとして桂竹丸が出演していた。 |
| 1987年10月    | 1989年3月     | 火曜 19:00 - 19:54 | 吉村明宏 | 吉村明宏 | 視聴者参加型に転換。                                                                                                |
| 1989年4月     | 1989年9月     | 火曜 19:00 - 19:54 | 福地高子 | 福地高子 | |
| 1989年10月    | 1989年12月    | 火曜 19:00 - 19:54 | 原田伸郎 | 原田伸郎 | 「原田先生のかぼちゃ畑」 一般視聴者が生徒という設定。                                                               |
| 1990年1月     | 1990年8月     | 火曜 19:00 - 19:54 | 采野吉洋 | 山崎典子 | 「クイズどーんと鹿児島」                                                                                            |
| 1990年9月     | 1992年9月     | 火曜 19:00 - 19:54 |          |          | （全編VTR構成） |
| 1992年10月    | 1999年3月     | 火曜 20:00 - 20:54 |          |          | （全編VTR構成） |
| 1999年4月     | 2002年3月     | 木曜 19:00 - 19:54 |          |          | （全編VTR構成） |
| 2002年4月     | 2005年3月     | 木曜 18:55 - 19:54 |          |          | （全編VTR構成） |
| 2005年4月     | 2009年3月     | 木曜 19:00 - 19:54 |          |          | （全編VTR構成） |
| 2009年4月     | 2010年3月     | 水曜 20:00 - 20:54 |          |          | （全編VTR構成） |
| 2010年4月     | 2010年12月    | 水曜 19:00 - 19:55 |          |          | （全編VTR構成） |
| 2011年1月     | 2014年3月     | 水曜 19:00 - 19:54 |          |          | （全編VTR構成） |
| 2014年4月     | 2015年3月     | 水曜 19:00 - 19:53 |          |          | （全編VTR構成） |
| 2015年4月     | 2016年3月23日 | 水曜 19:00 - 19:56 |          |          | （全編VTR構成） |
| 2016年4月6日  | 現在          | 水曜 20:00 - 20:54 |          |          | （全編VTR構成） |